# Lussagnet
Lussagnet – miejscowość i gmina we Francji, w regionie Nowa Akwitania, w departamencie Landy.
Według danych na rok 1990 gminę zamieszkiwało 80 osób, a gęstość zaludnienia wynosiła 9 osób/km² (wśród 2290 gmin Akwitanii Lussagnet plasuje się na 1095. miejscu pod względem liczby ludności, natomiast pod względem powierzchni na miejscu 1143.).